# Fantasy (Jade)
Fantasy è un singolo della cantante britannica Jade, pubblicato il 18 ottobre 2024 come secondo estratto dal primo album in studio That's Showbiz Baby.

## Video musicale
Il video, diretto da David LaChapelle, è stato reso disponibile tramite il canale YouTube della cantante il 18 ottobre 2024. Nel video Jade impersona la musicista americana Diana Ross durante l'era della disco negli anni '70, con riferimenti al film Carrie del 1976.

## Tracce
Testi e musiche di Jade Thirlwall, Mike Sabath, Pablo Bowman.
Download digitale, streaming
1. Fantasy – 3:36

7", CD, MC
1. Fantasy – 3:36
2. Midnight Cowboy – 3:32

## Classifiche
| Classifica (2024) | Posizione massima |
| ----------------- | ----------------- |
| Regno Unito       | 52                |